# Vlaams Onafhankelijk Zorgnetwerk

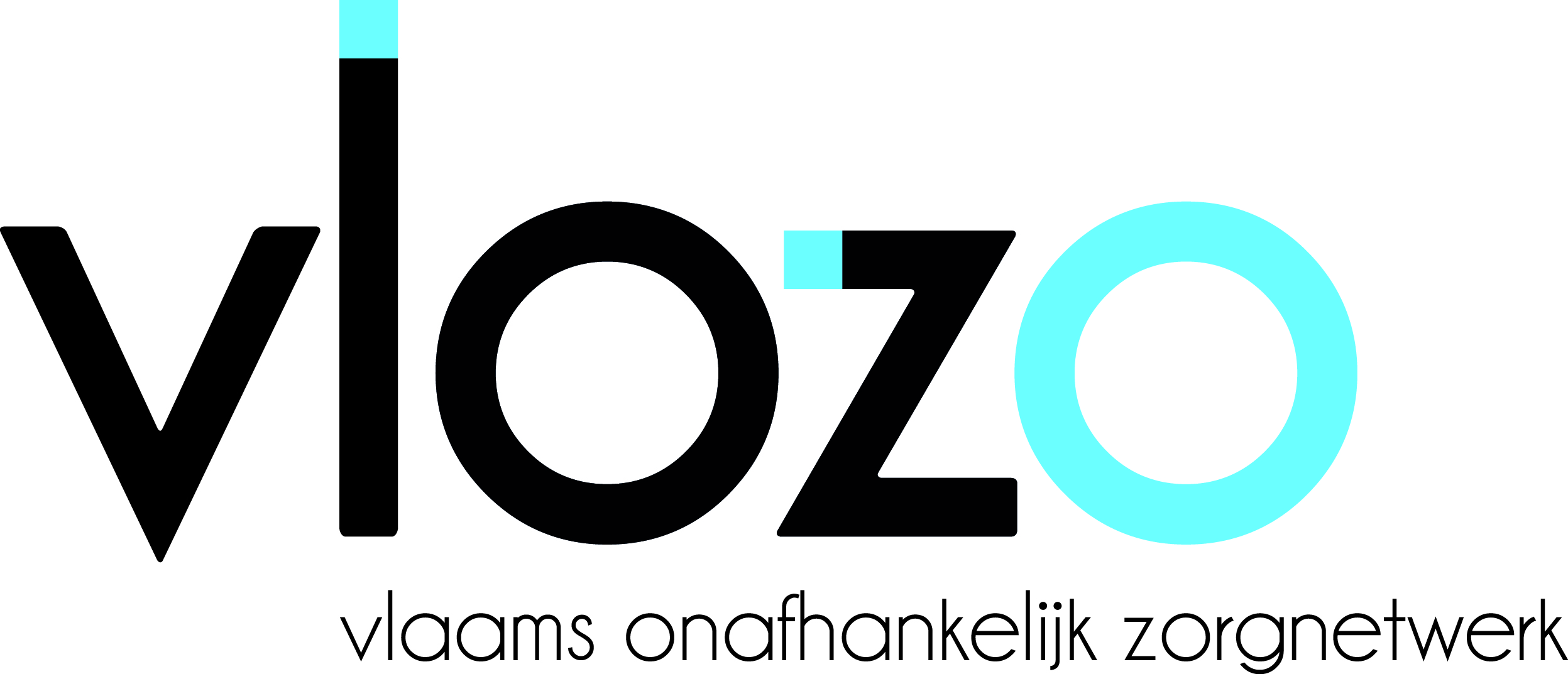
logo

Het Vlaams Onafhankelijk Zorgnetwerk (VLOZO) is een Vlaamse vereniging zonder winstoogmerk (vzw) die ongeveer 220 voorzieningen voor ouderen vertegenwoordigt, zoals woonzorgcentra, centra voor dagverzorging, kortverblijven, herstelverblijven en groepen van assistentiewoningen. VLOZO komt op voor de onafhankelijke private sector, waarbij woonzorggroepen werkzaam zijn onder een vennootschapsvorm. VLOZO telt ook leden met een vzw-statuut. De organisatie pleit  voor een meer gelijke behandeling van diverse actoren in de woonzorgsector.
VLOZO is de derde koepelorganisatie in de Vlaamse ouderenzorgsector, naast Zorgnet-Icuro en VVSG.

## Geschiedenis
Het Vlaams Onafhankelijk Zorgnetwerk ontstond onder de naam “Federatie Onafhankelijke Seniorenzorg (FOS)”. Enkele initiatiefnemers sloegen de handen in elkaar en gingen met FOS nauwer samenwerken. De financiering van de ouderenzorg was toen nog federale bevoegdheid. De erkenning en programmatie zat bij de Gemeenschappen.
In 2013 onderging FOS een gedaanteverwisseling. De financiering van de ouderenzorg werd met het Vlinderakkoord overgedragen naar de Gemeenschappen. Ook VLOZO paste zich hierop aan en werd een echt Vlaamse sectorfederatie. Er werd wel een nauwe samenwerking onderhouden met het Franstalige Femarbel.